# Великі миси

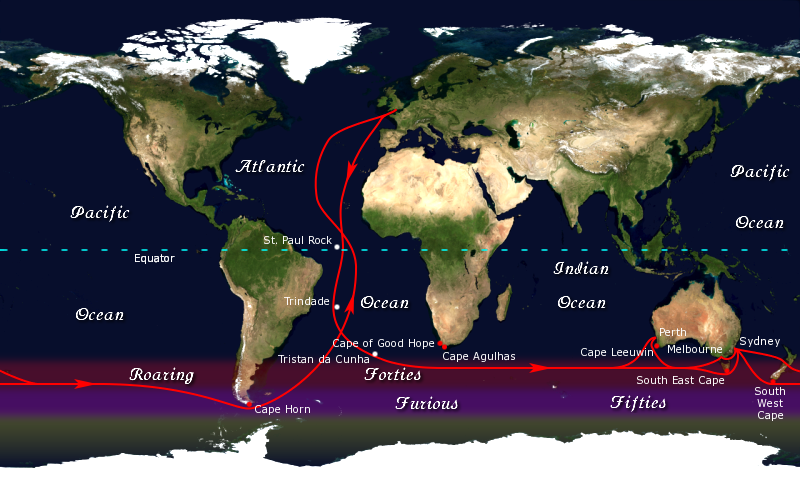
Маршрут кліпера зі Сполученого Королівства до Австралії та Нової Зеландії через великі миси

У  мореплавстві великими мисами є три основні миси континентів у Південному океані — африканський мис Доброї Надії, австралійський мис Левін і південноамериканський мис Горн.

## Мореплавство
Традиційний маршрут кліпера проходив по вітрах бурхливих сорокових на південь від великих мисів. Через значну небезпеку, яку вони становили для судноплавства, великі миси стали важливими орієнтирами в океанських подорожах. Великі миси стали загальними точками відліку, хоча інші довколишні миси, можливо, були південнішими або мали спільну примітність.
Сьогодні великі накидки займають важливе місце в океанських перегонах на яхтах, де багато перегонів і окремих моряків йдуть маршрутом кліпера. Навколосвітнє плавання через великі миси вважається визначним досягненням. Моряк Джошуа Слокум здійснив першу навколосвітню навколосвітню подорож у 1895–1898 роках, і Міжнародне товариство Джошуа Слокума вручило нагороду 3-го рівня «Золоте коло» морякам, які самостійно здійснили навколосвітнє плавання, повз великі миси.
У своїй книзі «Довгий шлях » Бернар Мойтесьє намагається виразити важливість великих мисів для моряка:
Географія моряка - це не завжди географія картографа, для якого мис - це мис, з широтою і довготою. Для моряка великий мис — це і дуже просте, і надзвичайно складне ціле скелі, течії, розриви моря й величезні хвилі, попутні вітри й шторми, радощі й страхи, втома, мрії, болячі руки, порожні шлунки, чудові моменти, і страждання часом.

Для нас великий мис не можна виразити лише довготою та широтою. Велика накидка має душу з дуже м’якими, дуже яскравими тінями та кольорами. Душа гладка, як у дитини, тверда, як у злочинця. І саме тому ми йдемо.

## П'ять найпівденніших мисів
Інші південні миси позначають важливі точки проходу через південні океани. П'ять найпівденніших мисів відносяться до п'яти географічно південних точок материка (або великого острова) на землі.
Моряки, що плавали навколо світу, використовували ці п'ять найпівденніших мисів як цілі на своєму маршруті.
| мис                   | Місцезнаходження | Координати | Примітки |
| --------------------- | ---------------- | ---------- | --- |
| Мис Горн              | Чилі             |            | Острів Горнос; Найпівденніша точка на островах Вогняна Земля в Південній Америці та офіційна точка, що розділяє Атлантичний і Тихий океани. Приблизно на 2 градуси широти південніше чилійського мису Фровард, найпівденнішої точки на материковій частині Південної Америки, у Магеллановій протоці.                              |
| Мис Голковий          | Південна Африка  |            | З португальської Cabo das Agulhas, для "Cape of Needles"; Найпівденніша точка Африки та офіційна точка, що розділяє Атлантичний та Індійський океани. Приблизно на 29 хвилин широти південніше, ніж частіше згадуваний мис Доброї Надії.                                                                                           |
| Вест Кейп Хау         | Австралія        |            | Містить три «голови», причому найсхідніша Торбей-Хед є найпівденнішою точкою материкової частини Західної Австралії. Приблизно на 46 хвилин широти південніше, ніж частіше згадуваний мис Леувін. |
| Південно-Східний мис  | Австралія        |            | Найпівденніша точка головного острова Тасманія, приблизно на 4° 30′ південніше, ніж Південна точка на півострові Вільсонс Промонторі у Вікторії. Саут-Пойнт, штат Вікторія, — найпівденніша материкова точка Австралії, розташована на північній стороні Бассової протоки, що відокремлює Тасманію від південно-східної Австралії. |
| Південно-Західний мис | Нова Зеландія    |            | Крайня південна точка острова Стюарта/Ракіура та крайня південна точка головних островів Нової Зеландії. Приблизно на 37 хвилин широти далі на південь, ніж Слоуп-Пойнт, найпівденніша точка Південного острова. |